# Abroscopus
Genre
Abroscopus est un genre d’oiseaux de la famille des Cettiidae.

## Liste des espèces
Selon la classification de référence du Congrès ornithologique international (version 6.4, 2016) :
- Abroscopus superciliaris (Blyth, 1859) — Pouillot à sourcils blancs
- Abroscopus albogularis (Hodgson, 1854) — Pouillot à gorge blanche
- Abroscopus schisticeps (Gray & Gray, 1846) — Pouillot à face noire